# Xenos hunteri
Xenos hunteri (лат.) — вид веерокрылых насекомых рода Xenos из семейства Xenidae. Встречается в Северной Америке: США (Техас). От близких видов отличаются следующими признаками: основание максилл примерно в два раза длиннее нижнечелюстных щупиков, голова примерно в два раза шире груди, общая длина тела около 4 мм, мандибулы по крайней мере в два раза длиннее максилл. Крылатые самцы на преимагинальной стадии и червеобразные безногие самки большую часть жизни проводят в теле общественных ос (Vespidae). Паразиты рода Polistes (вида, близкого к minor). Вид был впервые описан в 1909 году американским энтомологом William Dwight Pierce (1881–1967) по типовым материалам из Техаса под названием Acroschismus hunteri Pierce, 1909. Бохарт (Bohart, 1941) сделал Acroschismus младшим синонимом Xenos и таксон A. hunteri получил название X. hunteri.